# Jimmi Bredahl
Jimmi Bredahl (* 26. August 1967 in Kopenhagen, Dänemark als Jimmy Bredahl Johansen) ist ein ehemaliger dänischer Boxer im Superfedergewicht und Weltmeister der WBO.

## Profi
Im März des Jahres 1989 gab der Normalausleger erfolgreich sein Profidebüt, als er der Briten Des Gargano über sechs Runden einstimmig nach Punkten bezwang. Bereits in seinem zwölften Kampf, am 7. März 1992, schlug er den Franzosen Pierre Lorcy durch technischen K. o. in Runde 11 und wurde dadurch Europameister.
Im September desselben Jahres boxte er gegen Daniel Londas um die WBO-Weltmeisterschaft und siegte durch Mehrheitsentscheidung. Er verteidigte diesen Titel im Jahre 1993 gegen Renato Cornett und verlor ihn im Jahre 1994 an Óscar de la Hoya. 1996 beendete er seine Karriere.